# Bao Huiseng
Bao Huiseng (xinès simplificat: 包惠僧, pinyin: Bāo Huìsēng; Huanggang, Hubei, 1894 - Beijing, 2 de juliol de 1979) fou un polític i revolucionari xinés, un dels primers líders del Partit Comunista de la Xina i activista del moviment obrer. El 1920, es va unir a la branca del Partit Comunista de Wuhan. El juliol de 1921, va ser nomenat per Chen Duxiu per assistir al Primer Congrés Nacional del Partit Comunista de la Xina, que deixaria el 1927. Va arribar a Pequín des de Macau el 1949, exercint diversos càrrecs a la República Popular de la Xina. Va escriure un llibre de memòries.

## Biografia
Va nàixer a Baojiafan, Shangbahe, Huanggang (ara Tuanfeng) el 1894. Va estudiar a Huanggang i a la primera escola normal de la provincia de Hubei. El 1919 es va graduar a la Universitat de Pequín.
El juliol de 1921, encomanat per la Internacional Comunista, Chen Duxiu va ser convidat a assistir a Shanghai des de Guangzhou per assistir al Primer Congrés Nacional del Partit Comunista de la Xina. A causa de la seua atapeïda agenda, Chen Duxiu va designar Bao Huiseng per assistir a la conferència. Més tard, va participar en l'edició del setmanari Laodong jie a Xangai. Al setembre, va tornar a Wuhan i va exercir com a director de la branca de Wuhan de la Secretaria de l'Organització del Treball de la Xina i el secretari del Comitè de Districte de Wuhan del Partit Comunista de la Xina. Durant la seua estada a Wuhan, Bao Huiseng va obrir una Llibreria a Chayuanpo, Wuchang, com a cobertura per a les activitats del Partit Comunista. Durant aquell període, coneix a Xiang Ying, qui anava sovint a la llibreria.
El 1922 va ser traslladat al Comitè de Districte de Pequín del Partit Comunista de la Xina. Va ser enviat a Zhengzhou per presidir la reunió preparatòria de la Federació de Sindicats de Ferrocarrils de Beijing-Han, servint com a membre del comitè i secretari.
L'octubre de 1923, va tornar a Wuhan de nou i va ser elegit president del Comitè de Districte de Wuhan del Partit Comunista de la Xina.
El 1924, es va unir al Guomindang com a membre del Partit Comunista de la Xina i va exercir com a director del Departament Polític de l'Escola de Quadres de l'Exèrcit de Yunnan directament baix el govern central. El 1925, va exercir com a director del Departament Polític de l'Acadèmia Militar de Whampoa.
Durant l'expedició del nord de 1926, va ser el representant del partit del 1r Regiment de la 1a Divisió de l'Exèrcit Nacional Revolucionari, representant del partit de la 22a Divisió, director de la classe de formació política en temps de guerra, president del Comitè d'Inspecció de Notícies, i director preparatori de l'Escola Política Militar Central de Wuhan.
El 1927, va exercir com a representant del partit i director del Departament Polític de la 14a Divisió Independent. Després de la separació del Guomindang i el Partit Comunista, es va separar de l'organització del PCX.
De 1931 a 1948, va exercir successivament com a conseller del camp de Wuhan del govern nacional, conseller del comandament general de l'exèrcit, la marina i la força aèria del govern nacional, director del Departament d'Afers Domèstics del Ministeri de l' Interior, i Director de l'Oficina de Població.
El 1948 va marxar a Macau, deixant el Guomindang. El novembre de 1949, va tornar a Pequín des de Macau i va exercir successivament com a investigador, conseller del Ministeri de l'Interior i conseller del Consell d'Estat.